# Перепёлкин (лунный кратер)
Кратер Перепёлкин (лат. Perepelkin),   — большой древний ударный кратер в экваториальной области обратной стороны Луны. Название присвоено в честь советского астронома Евгения Яковлевича Перепёлкина (1906—1940) и утверждено Международным астрономическим союзом в 1970 г. Образование кратера относится к донектарскому периоду.

## Описание кратера

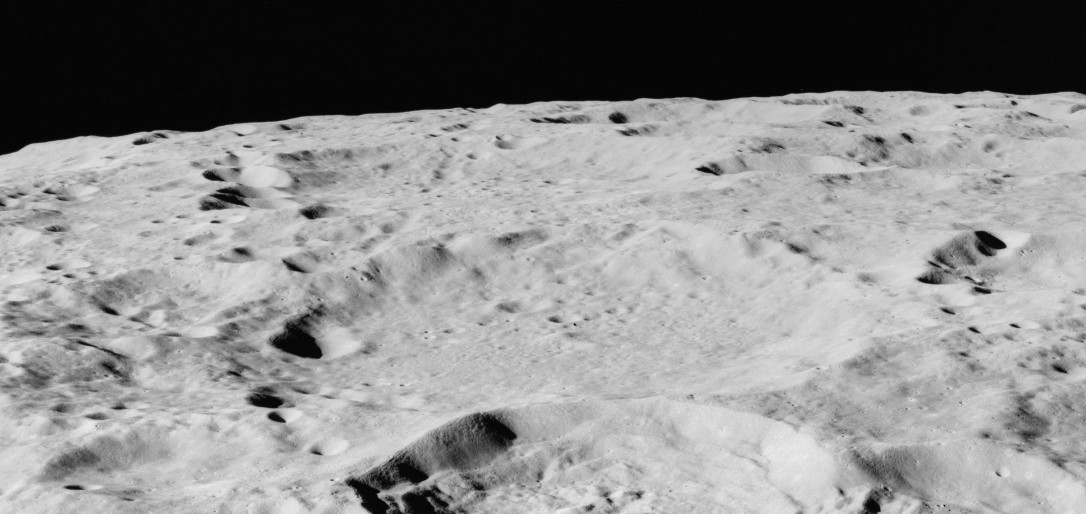
Снимок кратера с борта Аполлона-15.

Ближайшими соседями кратера являются кратер Данжон на западе-юго-западе; кратер Д’Арсонваль на западе; кратер Лав на севере; кратер Лейн на востоке; кратер Добровольский на юге-юго-востоке и кратер Ширакаци примыкающий к южной оконечности вала кратера Перепёлкин. Селенографические координаты центра кратера 9°59′ ю. ш. 128°48′ в. д. / 9,99° ю. ш. 128,8° в. д., диаметр 88,7 км, глубина 2,8 км.
Кратер Перепёлкин имеет полигональную форму и значительно разрушен. Вал сглажен, в южной части сравнялся с окружающей местностью. Вдоль западной-северо-западной части внутреннего склона расположен приметный кратер грушевидной формы, вероятно образованный слиянием двух кратеров; юго-западная часть внутреннего склона отмечена короткой цепочкой кратеров. Дно чаши кратера относительно ровное, северная часть чаши отмечена скоплением маленьких кратеров. В центре чаши находится небольшой центральный пик, от которого в юго-восточном направлении отходит короткий хребет.

## Сателлитные кратеры

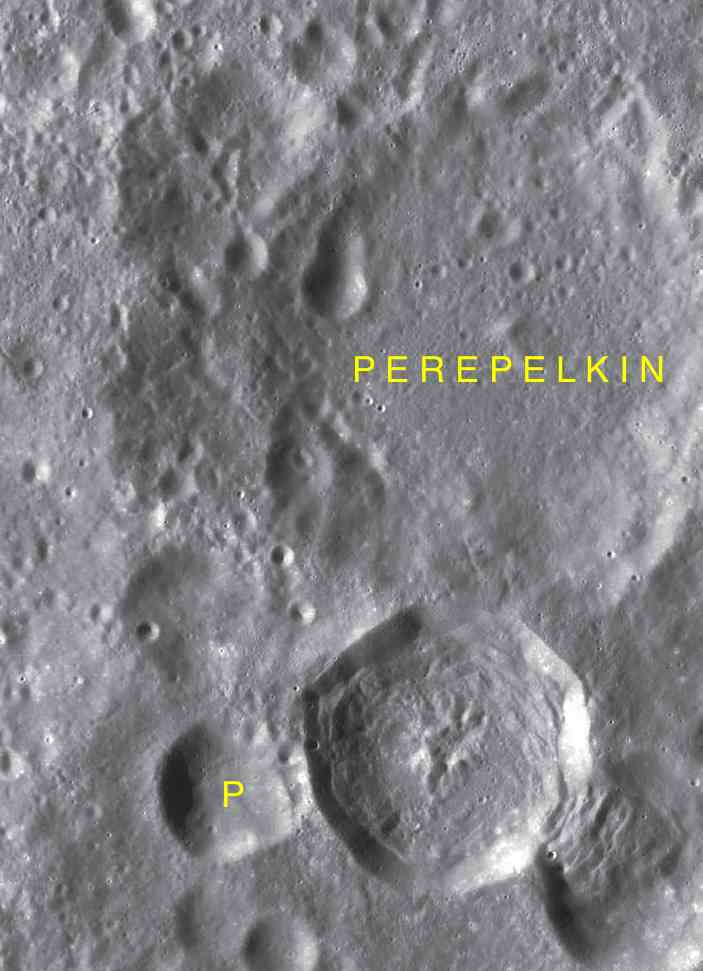
Фрагмент карты LAC-83.

| Перепёлкин | Координаты                                              | Диаметр, км |
| ---------- | ------------------------------------------------------- | ----------- |
| P          | 12°25′ ю. ш. 127°17′ в. д. / 12,41° ю. ш. 127,29° в. д. | 23,5        |